# وحدة مكافئة لعشرين قدما
وحدة مكافئة لعشرين قدما (بالإنجليزية: twenty-foot equivalent unit)‏ اختصارا (بالإنجليزية: TEU)‏ هي وحدة معيارية للحاويات غير دقيقة. تستخدم لقياس كمية البضائع المشحونة التي تحمل عادة على شكل حاويات على سفن الحاويات أو شاحنات النقل، تبلغ ابعاد وحدة الشحن المكافئة للعشرين قدما 8 أقدام (2.4 متر) بالنسبة للعرض وعشرون قدما للطول فيما يتفاوت حجم الأرتفاع ما بين 4.25 و9.5 قدما.

## وحدات شائعة الاستخدام
بالإضافة إلى وحدة حاوية 20-قدم-إيزو TEU تستخدم وحدة ضعفها وهي Forty-foot Equivalent Unit (مختصرة FEU):
- 1 TEU تعادل حاوية 20-قدم -إيزو
- 1 FEU تعادل حاوية 40-قدم-إيزو

ملحوظة : كلمة إيزو هي اختصار لـ المنظمة الدولية للمعايير
International Organization for Standardization ، التي تراعي انطباق «المقاييس» في جميع بلاد العالم .

## اقرأ أيضا
- سفينة حاويات